# Maria Menounos
Maria Menounos (řecky:Μαρία Μενούνου) (* 8. června 1978) je americká herečka, novinářka, televizní moderátorka a příležitostná profesionální wrestlerka, ve Spojených státech známa nejvíce díky působení v Today, Access Hollywood, Extra a moderování Eurovision Song Contest 2006 v Aténách (Řecko).

## Dětství
Maria se narodila v Medfordu, Massachusetts řeckým rodičům Costas a Litse Menounos. Má mladšího bratra, Petera, a umí mluvit plynule řecky. Když jí bylo mezi 13 a 19 lety, pracovala u Dunkin' Donuts. Maria navštěvovala Medfordskou střední školu a od roku 1995 se začala účastnit soutěží krásy. Následující rok vyhrála soutěž Miss Massachusetts Teen USA a účastnila se finále Miss Teen USA ke se zařadila mezi Top 15, přesněji se umístila na 13. místě. Celou soutěž vyhrála Christie Lee Woods. V roce 2000 se stala finalistkou v Miss Massachusetts USA.

## World Wrestling Entertainment
Maria je známa jako dlouholetá fanynka WWE a právě zde udělala několik propagačních vystoupení. To první nastalo 12. října 2009 kde se na show WWE Raw připojila k Nancy O'Dell jako speciální host. Svůj ringový debut udělala ten samý večer když se spojila s Kelly Kelly a Gail Kim proti Beth Phoenix, Rose Mendes a Alicie Fox. Její tým zvítězil.
11. prosince 2011 se objevila v týmovém zápase kde společně s Eve Torres, Kelly Kelly a Aliciou Fox porazila tým složený z Bella Twins (Nikki a Brie) a Divas of Doom (Natalya a Beth Phoenix). Maria pokračovala ve feudu s tehdejší Divas šampionkou Beth Phoenix po tom, co jí Beth společně s Eve Torres přerušili při moderování jejího pořadu Extra. To vedlo k zápasu na Wrestlemania XXVIII, 1. dubna 2012, kde Maria vytvořila tým s Kelly Kelly a právě tak porazila Beth a Eve.

## Filmografie

### Filmy

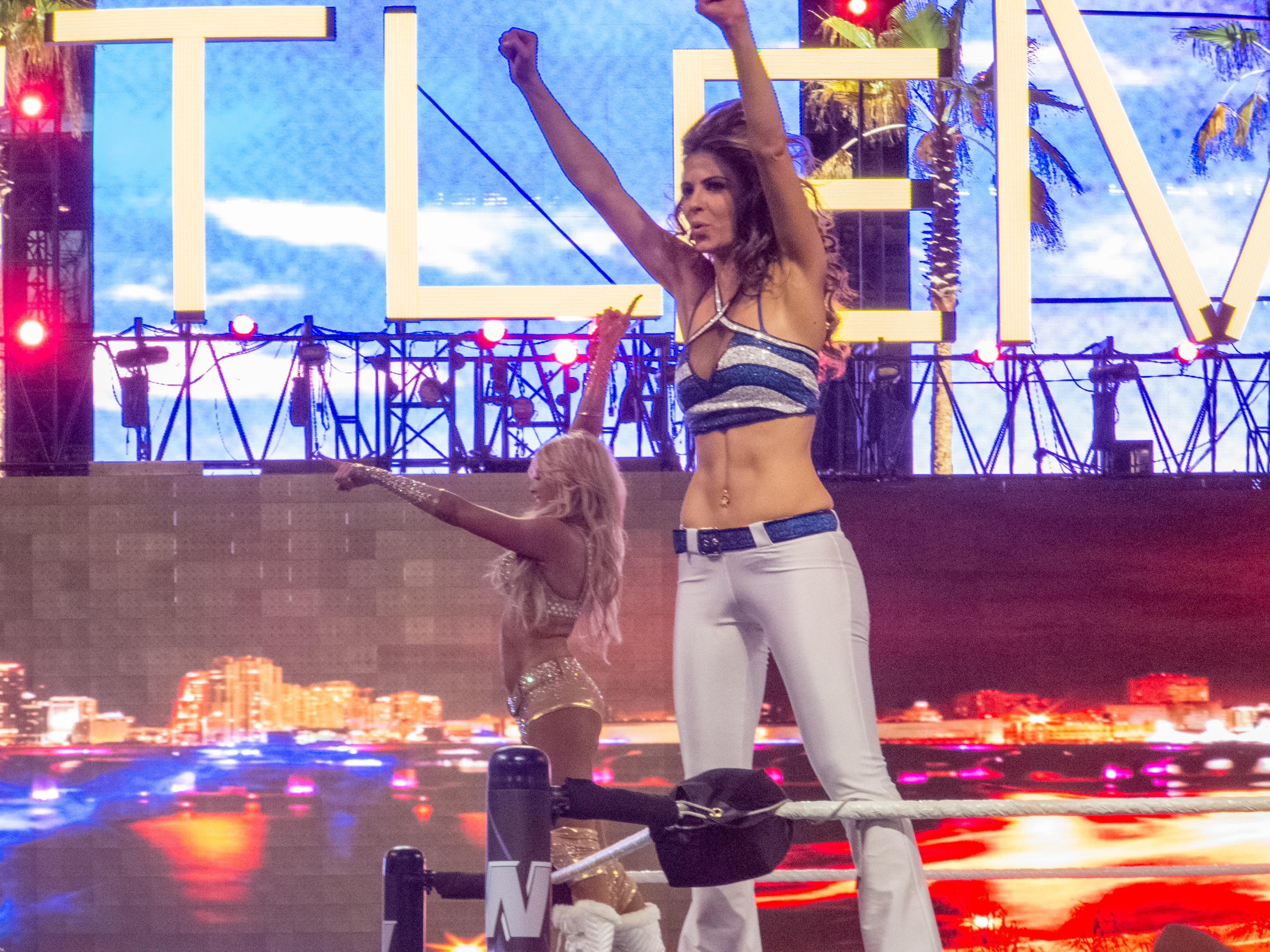
Maria Menounos a Kelly Kelly oslavují vítězství na Wrestlemanii 28

| Rok  | Název                        | Role        | Poznámky            |
| ---- | ---------------------------- | ----------- | ------------------- |
| 2005 | Fantastická čtyřka           | Sexy sestra |                     |
| 2007 | In the Land of Merry Misfits | Risandra    | Dabing              |
| 2011 | Serial Buddies               | Katelyn     |                     |
| 2007 | Jako zamlada                 | Jennifer    | Hlavní role         |
| 2008 | Tropická bouře               | Sama sebe   | Miniaturní role     |
| 2006 | Fwiends.com                  | Gladys      | Krátkometrážní film |

### Televize
| Rok             | Název                        | Role                       | Poznámky                                                                       |
| --------------- | ---------------------------- | -------------------------- | ------------------------------------------------------------------------------ |
| 1990            | Channel One News             | Sama sebe                  | Host                                                                           |
| 2002-2005       | Entertainment Tonight        | Sama sebe                  | Moderátorka                                                                    |
| 2002            | Sabrina - mladá čarodějnice  | Reportérka #1              | Epizoda "Free Sabrina" (7. řada, 5. epizoda)                                   |
| 2003            | Beze stopy                   | Chris Sanders              | Epizoda "Trip Box" (2. řada, 8. epizoda)                                       |
| 2003            | Napálené celebrity           | Sama sebe                  | (2. řada, 6. epizoda)                                                          |
| 2004            | One on One                   | Glenda                     | "We'll Take Manhattan" (4. řada, 1. epizoda) "Zen Daddy" (4. řada, 2. epizoda) |
| 2004-2005       | One Tree Hill                | Emily "Jules" Chambers     | Hrála v 10 epizodách druhé řady                                                |
| 2005-2011       | Access Hollywood             | Sama sebe                  | Moderátorka                                                                    |
| 2006            | Eurovision Song Contest 2006 | Sama sebe                  | spolu-moderátorka                                                              |
| 2006            | Scrubs                       | Tamara                     | Epizoda "My Extra Mile" (5. řada, 15. epizoda)                                 |
| 2006            | Vincentův svět               | Sama sebe                  | "Aquamom" (3. řada, 1. epizoda); miniaturní role                               |
| 2007            | Clash of the Choirs          | Sama sebe                  | Host                                                                           |
| 2009            | Knight Rider                 | DEA agentka Jessie Renning | Epizoda "Fly by Knight" (1. řada, 15. epizoda)                                 |
| 2009-2011       | Česká výzva                  | Sama sebe                  | Moderátorka                                                                    |
| 2009-2011       | Real World                   | Sama sebe                  | Moderátorka                                                                    |
| 2010            | Vincentův svět               | Sama sebe                  | Epizoda "Buzzed" (7. řada, 2. epizoda); miniaturní role                        |
| 2011-současnost | Extra                        | Sama sebe                  | Moderátorka                                                                    |
| 2011            | Funny or Die uvádí...        | Host Talk show             | (2. řada, 2. epizoda); segment s názvem "Paco Dances"                          |
| 2012            | Sezame, otevři se            | Sama sebe                  | "The All of Our Senses Club"; miniaturní role                                  |
| 2012            | Když hvězdy tančí            | Sama sebe                  | Účastnice 14. řady                                                             |
| 2012            | WrestleMania XXVIII          | Sama sebe                  | S Kelly Kelly porazila Beth Phoenix a Eve                                      |